# انفیت
انفیت (انگلیسی: Enefit) شرکت معدن در استونی است، که در سال ۱۹۴۵ تأسیس شد.